# Pyrausta rubescentalis
Pyrausta rubescentalis is een vlinder van de familie van de grasmotten (Crambidae). De wetenschappelijke naam van deze soort is voor het eerst voorgesteld door George Francis Hampson in een publicatie uit 1913. De spanwijdte van het mannetje bedraagt 16 millimeter.
De soort komt voor in Paraguay en Argentinië.